# Beverentunnel
De Beverentunnel is een tunnel voor snelweg en treinverkeer in de haven van Antwerpen op de linker Scheldeoever, onder de toegangsgeul van het Waaslandkanaal naar de Kallosluis. De tunnel sluit voor snelwegverkeer aan op de Liefkenshoektunnel en is een onderdeel van de autosnelweg R2. De tunnel is tolvrij. Voor treinverkeer sluit de tunnel aan op de in 2014 geopende Antigoontunnel die stroomafwaarts naast de in 1991 geopende Liefkenshoektunnel werd geboord.
De tunnel is vernoemd naar de Oost-Vlaamse gemeente Beveren.
Vanaf mei 2024 start het Agentschap Wegen en Verkeer (AWV) met een totaalrenovatie van de Beverentunnel, die verouderd en dringend aan vernieuwing toe is. Op 22 december 2023 werd hiervoor de omgevingsvergunning verkregen.

## Veiligheid
Dagelijks reden er in 2012 9599 voertuigen door de tunnel, in december 2019 was dat toegenomen tot 14688 per etmaal. Hierdoor staat er vaak file in de tunnel. Als remedie is er eind 2019 een veiligheidssysteem geïnstalleerd om ongevallen te vermijden. Ook is er net na de tunnel een korte afrit die filegevoelig is. Bij drukte worden een of meer rijstroken afgesloten, zodat de staart van de file voor de tunnel ligt, het zogenaamde tunneldoseren.